# Anton Kaindl
Anton Kaindl, né le 14 juillet 1902 à Munich et mort le 31 août 1948 à Vorkouta, en Russie, était un officier SS allemand et dernier commandant du camp de concentration d'Oranienburg-Sachsenhausen, de 1942 à 1945.

## Biographie
Après avoir fait des études commerciales et occupé un poste de comptable dans une entreprise, Kaindl s'engage comme soldat dans la Reichswehr en mai 1920. Il occupe des fonctions d'administration et de gestion et quitte l'armée avec le grade de sergent-chef (Oberfeldwebel) fin mai 1932. Il travaille d'abord à la Caisse d'épargne de Donauwörth jusqu'en  août 1932, avant de rejoindre le Reichskuratorium für Jugendertüchtigung (Comité du Reich pour l'entraînement sportif de la jeunesse) dans un emploi administratif.
Anton Kaindl entre dans la SS en 1935 (no 241 248) et adhère au parti nazi (NSDAP) en mai 1937 (membre no 4 390 500). En novembre 1939, il rejoint la division SS-Totenkopf comme officier d'administration. Il travaille à l'inspection des camps de concentration, qui devient le département (Amtsgruppe) D de l'Office central SS pour l'économie et l'administration (Wirtschafts-Verwaltungshauptamt ou WVHA), en dirigeant le bureau IV qui s'occupe notamment de la logistique des vêtements des détenus. Il est nommé commandant du camp de Sachsenhausen et prend ses fonctions le 31 août 1942. Il occupera son poste jusqu'à l'évacuation du camp, le 22 avril 1945.
Capturé par l'Armée rouge, il est entendu comme témoin à trois reprises au procès de Nuremberg, en juin et juillet 1946. Il est ensuite lui-même jugé par un tribunal des forces d'occupation soviétique à Berlin-Pankow à partir du 23 octobre 1947 (Procès de Sachsenhausen). Il comparaît avec Gustav Sorge, gardien-chef à Sachsenhausen, Kurt Eccarius, chef de la prison du camp, Heinz Baumkötter, et dix autres officers SS, un civil et deux kapos, dont Paul Sakowski, qui occupait les fonctions de bourreau du camp de 1941 à 1943. Les accusés ne sont pas poursuivis pour le gazage de juifs, puisque ceux-ci avaient été déportés en Pologne en février 1942, avant la construction de la chambre à gaz. Mais Kaindl et ses hommes sont accusés du gazage de dizaines de milliers de prisonniers de guerre soviétiques, action qualifiée de crime de guerre.
Au cours du procès, Kaindl reconnaît sa culpabilité et se défend en expliquant qu'il agissait sur ordre. Il est déclaré coupable le 31 octobre 1947 et condamné à la réclusion à perpétuité et aux travaux forcés. Retenu à la maison d'arrêt du NKVD à Hohenschönhausen pendant un mois, il est ensuite envoyé à la mine de charbon du goulag de Vorkouta, où il meurt fin août 1948.
| Grades de Kaindl | Grades de Kaindl       |
| Date             | Grades                 |
| ---------------- | ---------------------- |
| 1er juillet 1935 | SS-Untersturmführer    |
| 20 avril 1936    | SS-Obersturmführer     |
| 30 janvier 1938  | SS-Sturmbannführer     |
| 30 janvier 1939  | SS-Obersturmbannführer |
| 9 novembre 1943  | SS-Standartenführer    |